# Floortje Smit (journalist)
Floortje Smit is een Nederlandse journalist, historicus, interviewer en presentator. Ze is gespecialiseerd in kunst en cultuur en werkt voor de Volkskrant, VPRO, HUMAN en het Eye Filmmuseum.

## Journalist
Vanaf 1998 studeerde zij Geschiedenis aan de Rijksuniversiteit Groningen met als bijvak Film. Onderdeel van haar vervolgstudie Journalistiek in Groningen was een masterclass recensies schrijven van filmjournalist Hans Beerekamp van NRC. Als journaliste liep ze stage bij dagblad Het Parool en werkte ze onder meer voor het Groninger Dagblad en het televisieprogramma Netwerk (NCRV). Na haar studie was ze enkele jaren bureauredacteur bij De club van 100 (RVU) en werkte ze voor het filmtijdschrift Skrien. Voor de Volkskrant schrijft Smit sinds 2006 recensies, interviews, analyses en reportages. Sinds 2009 verschijnt bij de Volkskrant haar column Pics over beeldcultuur.

## Radio
In 2005 eindigde Floortje Smit als tweede bij de verkiezing van de RVU Radioprijs, de aanmoedigingsprijs voor aankomende radiomakers. Zij kreeg dit voor haar afstudeerwerk Een heilig beroep, over de moord op de Ikon-journalisten in 1982 in El Salvador en de risico's die oorlogsjournalisten lopen.
Voor het radioprogramma De Publieke Zaak van BNR Nieuwsradio werkt ze sinds 2006 als hoofdredacteur.
Met regelmaat is zij sinds 2014 te horen als een van de presentatoren van het VPRO-programma Woord op NPO Radio 1. Ook werkte ze als journalist voor het NPO Radio 1-programma Nooit Meer Slapen. Als presentator van het HUMAN-programma Brainwash Zomerradio voert Smit sinds 2016 lange gesprekken met wetenschappers, kunstenaars en filosofen aan de hand van door hen gekozen muziek.
In 2020 presenteerde zij een aflevering van Marathoninterview met bioloog Midas Dekkers. Haar podcast Brainwash verschijnt sinds 2019.

## Televisie
Floortje Smit presenteert sinds 2020 het televisieprogramma Nablijven waarin zij de documentaireserie Klassen van Human nabespreekt met onderwijsdeskundigen.